# 冷媒
冷媒（れいばい、英: refrigerant）とは、冷凍サイクルにおいて熱を移動させるために用いられる熱媒体のことを言う。

## 概要
冷媒は熱交換を必要とする機器（例: 冷蔵庫、エア・コンディショナー）で循環する物質である。フルオロカーボンなどのいわゆるフロン類を指すことが多い。

## 冷媒に求められる性質
冷媒に求められる性質で、代表的なものは以下。
- 冷凍サイクルの温度で安定であること
- 冷凍サイクルの効率が良いこと
- （蒸気圧縮冷凍サイクルの場合）冷凍機油となじみがよいこと
- 人体に有害でないこと
- 爆発性の無いこと
- 地球温暖化係数の小さいこと
- オゾン破壊係数の小さいこと
- コストが経済性にかなう範囲であること

性質には一般的に相反するものも存在しており、すべてを充足する冷媒は今のところ存在しない。フロンはオゾン層破壊の原因となるとして、国際協定の「モントリオール議定書」により規制が広まり、代替フロンが急速に広まった。

## 冷媒番号
冷媒番号は、アメリカ冷凍空調学会（ASHRAE）のStandard 34で定められた、冷媒の種類を表す番号（ISO817も同様の基準を採用）。

### 番号標記の原則
番号は「接頭辞＋千の位の数＋百の位の数＋十の位の数＋一の位の数＋付加記号」であらわされる（各位の位の数がゼロの場合は省略される）。右（一の位の数）から読むのが正しい読み方である。
大まかな読み方は以下の通り。
- 先頭 : 環状化合物なら、英大文字「C」をつける。
- 千の位の数 : 炭素間の二重結合の数。ただし0（飽和）の場合は表示しない。
- 百の位の数 : 炭素の原子-1。ただし0（炭素1個）の場合は表示しない。
- 十の位の数 : 水素の原子数+1
- 一の位の数 : フッ素の原子数
- 付加記号 : 臭素を含むなら、英大文字「B」+個数をつける。
- 付加記号 : 異性体の区別があれば、2種類目以降は英小文字「a」「b」等をつける。

ただし、400～700番台はこの限りではない。100の位で大分類がなされる。10の位と1の位は2桁の数で、通し番号（400～600番台）もしくは分子量（700番台）である。さらに、混合物（400～500番台）の場合、英大文字の付加記号で異なる成分比率を表す。
接頭辞は正式にはR（refrigerantの略）だが、元素の種類に応じ、HFC（ハイドロフルオロカーボン）等を使うこともある。元素を表すアルファベットとその順序は、H（水素）・B（臭素）・C（塩素）・F（フッ素）・C（炭素）である。
接頭辞と番号の間にはハイフン「-」を入れることがある。

### 冷媒番号による冷媒の分類
（括弧内は例）
- 000番台: メタン系化合物（R50（メタン））
- 100番台: エタン系化合物（R170（エタン））
- 200番台: プロパン系化合物（R290（プロパン））
- 300番台: 環式化合物（C318）
- 400番台: 非共沸混合物（R441A、R443A）
- 500番台: 共沸混合物（R500、R501）
- 600番台: 有機化合物（R600（ブタン）、R601（ペンタン）
- 700番台: 非有機化合物（R702（水素）、R704（ヘリウム）、R717（アンモニア）、R718（水）、R744（二酸化炭素））
- 1000番台: 不飽和有機化合物